# خط پکتینال (شرمگاهی)
خط پکتینال شرمگاهی (و همچنین به عنوان پکتن شرمگاهی)، برآمدگی بر روی استخوان شرمگاهی فوقانی است. بخشی از دور لگن را تشکیل می‌دهد.
در مقابل خط پکتینال فیبرهای رباط پکتینال و خاستگاه پروگزیمال ماهیچه پکتینئوس قرار دارند.